# プロトン・ペルソナ
ペルソナ (PERSONA)は、プロトンが製造販売しているBセグメント級（2代目まではCセグメント級）のセダン型自動車である。

## 2代目 (2007-2016年)
2007年8月にウィラの後継車として生産を開始。
2004年に発売されたGen-2ハッチバックをベースとしたセダンで、Gen-2には採用されなかったグローブボックスを装備するために、ダッシュボードのデザインが変更され、Gen-2のアナログ時計に代わり、新たにデジタル時計が装備された。また、シートについてもより座り心地の良いものに変更されている。なお2008年3月3日には、Gen-2もマイナーチェンジによってペルソナと同一の内装に変更された。エンジンは自社開発の直列4気筒 1.6L DOHC カンプロエンジンを搭載し、5速マニュアルトランスミッションあるいは4速オートマチックトランスミッションが組み合わせられる。
Gen-2よりも安価な価格設定となっているため、生産開始前の予約台数は2,000以上となり、生産開始2週間で11,000台まで予約台数が増加した。販売は好調で、当初月販目標台数は4,000台であったが、後に8,000台まで引き上げられた。しかし、この結果、Gen-2とワジャの販売台数は減少し、値引きを余儀なくされた。
2007年11月、メッカの方角を示すコンパスを内蔵し、イスラム教の聖典コーランの収納スペースを備えている「イスラム教仕様」モデルを発表した。
2008年3月10日、イギリスに「Gen-2 ペルソナ」として輸出開始。同年11月22日にはサウジアラビアへ、11月24日にはエジプトへの輸出が開始された。また、エジプトではGen-2も同時に発売された。
2008年8月26日、特別仕様車の「SE」をマレーシアにおいて発売。シルバーフロントグリル、専用ホイール、ナビゲーションシステムなどを装備した。
2010年3月18日、マイナーチェンジ。フェイスリフトが行われ、更に車名を「ペルソナ」から「ペルソナエレガンス」に改称されて発表・発売開始された。

## 3代目 (2016年-)
2016年8月、3代目モデルとして発表された。

## 車名
「PERSONA (ペルソナ)」は、英語で「登場人物 (劇などの)、外的人格」を意味する。イギリスおよびインドネシアにおいては「プロトン・Gen-2 ペルソナ」として販売される。